# ویلیام هیول
ویلیام هیول (به انگلیسی: William Whewell)، (۲۴ مه ۱۷۹۴–۶ مارس ۱۸۶۶) یک متفکر انگلیسی، دانشمند، کشیش آنگلیکان، فیلسوف، خداشناس، مورخ علمی و مدافع مکتب فرضی-استنتاجی در نزاع‌های آن مکتب با استقراگرایان بود. او استاد کارشناسی ارشد در ترنیتی کالج کمبریج بود. در زمان دانشجویی خود در آن‌جا به عنوان یک دانشجو، او در هر دو رشتهٔ شعر و ریاضیات موفق به دریافت مدرک خود با امتیاز (متمایز distinction) شد.

## زمینه‌های فعالیت
آنچه که اغلب در مورد هیول بیان می‌شود گستردگی دامنهٔ تلاش‌های او است. در عصر افزایش تخصص‌ها، به نظر می‌رسد ویلیام هیول به عنوان ردّپایی از یک دوران پیشِ همه‌چیزدانی؛ زمانی که فیلسوفان طبیعی در همه چیز تفحص می‌کردند. او تحقیقات جزر و مد اقیانوس (که او مدال سلطنتی را در رابطه با آن به دست آورد)، کارهای خود را در رشته‌های مکانیک، فیزیک، زمین‌شناسی، اخترشناسی و اقتصاد منتشر کرد، در عین حال زمان لازم را برای سرودن شعر، تألیف رسالهٔ (Bridgewater) در رابطه با الهیات طبیعی، ترجمه آثار گوته، و خطبه‌ها و روایات الهی موعظه و حکمت پیدا می‌کرد. در ریاضیات، ویولن آنچه که در حال حاضر معادلهٔ هیول نامیده می‌شود، او معادله‌ای را تعریف می‌کند که شکل یک منحنی را بدون اشاره به یک سیستم مختصات انتخابی قراردادی معرفی می‌کند.

## کلمه سازی
یکی از بزرگ‌ترین هدایای ویلیام هیول به دانش، کلمه‌سازی‌های او بود. او اغلب با بسیاری از افراد هم‌زمینه با زمینهٔ خود ارتباط داشت و به آن‌ها کمک کرد تا نوواژه‌هایی برای اکتشافاتشان پیدا کنند. هیول کلمات (دانشمند Scientist)، (فیزیکدان Physicist)، زبان‌شناسی، مدرک جرم‌شناسی، کاتاستروفیسم (فاجعه‌شناسی)، همدیس‌گرایی، و آستیگماتیسم را وارد زبان انگلیسی کرد. هیول همچنین نوواژه‌های الکترود، یون، دی الکتریک، آند و کاتد را به مایکل فارادی پیشنهاد داد.

## آثار
۲ اثر اصلی او در زمینهٔ فلسفهٔ علم که فصل جدیدی را در فلسفهٔ علم آغاز کردند شامل: تاریخ علوم استقرایی (از قدیم تا کنون) و فلسفه علوم استقرایی (بر پایه تاریخ آن) هستند.

## الگوی اکتشاف علمی
الگوی اکتشاف علمی ای که هیول مطرح کرد متشکل از ۳ مرحله است که شامل:
1. درآمد یا مقدمه؛ که عبارت است از جمع‌آوری امور واقع و تجزیه آنها و نیز ابهام زدایی از مفاهیم که در اختیار داریم.
2. دوره استقرایی؛ این دوره زمانی فرا می‌رسد که یک الگوی مفهومی یا یک ایده خاص بر واقعیات تحمیل می‌شود و واقعیات جدا از هم، تحت آن ایده یا الگوی مفهومی به هم می‌پیوندند. چنین وظیفه‌ای بر عهده قوانین و نظریات است.
3. مؤخّره یا تکمله(نتیجه‌گیری)؛ که عبارت است از تحکیم و بسط اتحادی که بدین نحو میان واقعیات و مفاهیم حاصل شده‌است. این کار عمدتاً با توضیح واقعیات جدید و زیر پوشش قرار گرفتن آنها توسط نظریه حاصل می‌شود.[۵]

هیول قائل به این بود که فرضیه قبل از مشاهده می‌آید نه به عکس، یعنی مشاهده قبل از فرضیه. این معنا را امروزه در علوم تجربی طور دیگری ادا می‌کنند و می‌گویند که تمام مشاهدات تئوری‌پیچ‌اند یعنی در لفافه‌ای از تئوری پیچیده شده‌اند. به تعبیری دیگر، واقعیت عریان نداریم یعنی طبیعت خودش را لخت و عریان در برابر چشم ما نمی‌نهد. این بینش غلط است که شخص راه بیفتد و بگوید که ابتدا طبیعت را مشاهده می‌کنیم و مشابهات و مکررات را جمع‌آوری می‌نماییم و قانون می‌سازیم. قبل از مشاهده، تئوری می‌آید و تئوری‌ها به مشاهدات معنی می‌بخشند.

## تحقیق پذیری یا تبین یک نظریه
هیول تحقیق پذیری یا تبین را متشکل از ۳ مرحله می‌داند:
1. تبین باید جامع باشد.
2. باید مورد آزمون قرار گیرد تا معلوم شود آیا مواردی را که تا پیش از صورت بندی تبیین آزموده نشده بودند، در بر می‌گیرد یا خیر.
3. می‌باید آزموده شود تا معلوم شود آیا گونه‌های متفاوتی از پدیده‌ها را در بر می‌گیرد یا خیر.[نیازمند منبع]

## ابداع
هیول «ابداع» را بخشی از استقرا می‌داند؛ بنابراین از دیدگاه او، نظریه‌های علمی از واقعیات مشهود استخراج نمی‌شوند، بلکه برای تبیین و توضیح آنها ابداع می‌شوند، و شامل حدس‌هایی هستند در مورد ارتباطاتی که ممکن است بین پدیده‌های مورد مطالعه وجود داشته باشد، و در مورد نظم‌ها و الگوهایی است که ممکن است در پشت وقوع آنها نهفته باشد. این خصوصیتی است که اولین بار هیول آنرا بیان کرده‌است.